# Ерхард Шмідт
Ергард Шмідт (нім. Erhard Schmidt; 1 липня 1876, Дерпт, Естонія — 6 грудня 1959, Берлін) — німецький математик, що працював переважно у сфері функціонального аналізу.

## Життєпис
Шмідт був сином професора фізіології в Дерпті Олександра Шмідта, дослідника процесів згортання крові.
Після відвідування середньої школи в Дерпті та Ризі він вивчав математику спочатку в Дерпті, а потім у Берліні у Германа Амандуса Шварца та в Геттінгені у Давида Гільберта, де отримав ступінь доктора в 1905 році, захистивши дисертацію про інтегральні рівняння (нім. Entwickelung willkürlicher Functionen nach Systemen vorgeschriebener). Гільберт був у розпалі своєї програми розробки основ того, що зараз називається функціональним аналізом, і Шмідт став одним із його найважливіших співробітників.
У 1906 році він хабілітувався в Бонні у Едуарда Студі, а потім поїхав до Берліна (1908), Ерлангена та Бреслау як професор, де він став наступником Шварца в 1917 році. Людвіг Бібербах та Іссай Шур, які були призначені незабаром після цього на кафедру прикладної математики, створенної за ініціативою Шмідта. Берлін був одним із центрів тяжіння для математики в Німеччині в 1920-х роках. У 1929—1930 роках — ректор Берлінського університету. Він був не тільки хорошим організатором, але й успішним і надихаючим учителем, про що свідчить Гайнц Гопф, який слухав його в Бреслау в 1917 році, а потім навчався у нього у Берліні. У 1950 році він вийшов на пенсію, але залишався директором Науково-дослідного інституту математики Німецької академії наук у Берліні до 1958 року. Він був одним із засновників двох важливих німецьких журналів: Mathematical Journal (1918) і Mathematical News (1948).
У 1927 і 1928 роках і знову з 1935 по 1936 рік він був президентом Німецького математичного товариства, а в 1936 році очолював німецьку делегацію на Міжнародному математичному конгресі в Осло. З 1918 член Прусської академії наук, в 1942 обраний членом-кореспондентом Баварської академії наук. У 1956 році був прийнятий членом-кореспондентом Академії наук.
Шмідт вважається одним із засновників функціонального аналізу, від нього походять багато понять у теорії гільбертових просторів, що виникли в результаті дослідження інтегральних рівнянь у школі Гільберта. Він значно спрощує уявлення Гільберта та Івара Фредгольма, а також має справу з нелінійними інтегральними рівняннями. Метод ортонормування Грама-Шмідта відомий розробкою ортонормованої системи власних функцій.
Шмідт також працював над аналітичною теорією чисел, топологією (новий простий доказ теореми Джордана про криву, звіти про засідання Preuss.Akad.Wiss. 1923) і останнім часом з 1939 року над ізопериметричними проблемами в геометрії. У ранніх роботах він також мав справу з визначенням термінів змісту та довжини кривих в аналізі.

## Особисте життя
З 1909 року він був одружений на Берті фон Бергманн, яка померла в 1916 році, народивши третього сина.